# Градска општина Раковица
Општина Раковица је градска општина Града Београда. Заузима површину од 3.036 ha, на којој према попису из 2022. године живи 104.456 становника.
Име Раковица први пут се помиње у турском попису становништва из 1560. као село Влаха. По предању, место је добило име по раковима, становницима потока који је протицао кроз насеље. До 1952. Раковица је припадала разним рејонима, а од 1952. до 1960. била је засебна општина. Од 1960. је у саставу општине Чукарица, да би поново постала самостална општина од 1974. године.
Дан општине је 14. октобар, Покров пресвете Богородице. Овде се налазе ОШ „Ђура Јакшић” Раковица, ОШ „Никола Тесла” Раковица, и ОШ “Иво Андрић” Раковица, као и Гимназија "Патријарх Павле".

## За време НАТО бомбардовања
Раковица је била једина београдска општина која је за време НАТО агресије на СРЈ била бомбардована сваке ноћи. Већ око 19:45 24. марта, једна крстарећа ракета је погодила брдо Стражевица, да би се редовна и масовна бомбардовања, услед мноштва војних објеката, наставила сваке наредне ноћи, па и дању. Најчешћи циљ је, поред Стражевице, била Манастирска шума, где је била лоцирана Југословенска ПВО. Средином априла, у целој општини је причињена велика материјална штета, у смислу разбијања стакала, услед детонације, коју је изазвала експлозија бомбе тежине око 2,5 тоне, бачене на Стражевицу.

## Насеља унутар Раковице
| - Видиковац - Канарево брдо - Кијево | - Кнежевац - Лабудово брдо - Миљаковац 1 | - Миљаковац 2 - Миљаковац 3 - Петлово брдо | - Раковица - Раковица 2 - Ресник | - Скојевско насеље - Стари Кошутњак - Сунчани брег |

## Месне Заједнице
Месне заједнице које се налазе у оквиру општине Раковица:
- Авала Град
- Браће Величковић
- Видиковац
- Видиковац 2
- Душко Радовић
- Железничка Станица
- Канарево Брдо
- Кијево
- Кнежевац
- Кошутњак
- Лабудово Брдо
- Михајловац
- Миљаковац 1
- Миљаковачки Извори
- Митар Бакић
- Петлово Брдо
- Ресник
- Скојевска
- Сунчев Брег

## Знаменитости
Знатан део општине Раковица чине шуме и паркови а пре свега Миљаковачка и Кошутњачка шума. Раковица је са 244 хектара под шумом и 180 хектара под јавним зеленим површинама једна је од градских општина која има највише зеленила.

### Кошутњак
Кошутњак је парк, шума и градско излетиште. Простире се на површини од 330 хектара. Кошутњак припада општинама Савски Венац, Чукарица и Раковица.

### Језеро Паригуз
Језеро Паригуз налази се у подножју планине Авала, у насељу Ресник. Дужина језера износи 700 метара, ширина 120, а дубина 12,5 метара. Акумулација Паригуз настала је 1990. године, изграђивањем бране због поплава које је изазивала вода са три извора.

### Топчидерска река
Топчидерска река извире у Липовичкој шуми на надморској висини од 192 м. Дуга је 30 km, простире се на површини од 147 km² и припада Црноморском сливу. Тече до Рипња (општина Вождовац), пролази између села Пиносава (општина Вождовац) и Рушањ (општина Чукарица) и у општину Раковица улази током кроз насеље Ресник. У Раковици протиче кроз Кијево, Лабудово брдо, Кнежевац, Миљаковац, Канарево брдо и Стари Кошутњак, и након тога излази из Раковице и кроз Топчидерску шуму (општина Савски венац) се улива у Саву на надморској висини од 69 метара.
У мају 2014. године, током обилних киша које су изазвале огромне поплаве у Србији, Топчидерска река је такође направила огромне поплаве и штете широм Раковице.

## Култура Раковице

### Библиотека
Одељење Библиотека Миодраг Булатовић је огранак Библиотеке града Београда у Раковици. Налази се у улици Богдана Жерајића 24а у раковичком насељу Миљаковац.

### Спомен обележје места погибије кнеза Михаила Обреновића
Споменик на месту убиства кнеза Михаила Обреновића 10. јуна 1868. године, налази се у Кошутњаку на путу од Хајдучке чесме ка Раковичком путу са леве стране хотела Кошута. Одмах после убиства кнеза, одлучено је да се подигне достојан споменик. Споменик је урадио руски вајар Микешин. Како је првобитна идеја пројекта за споменик који би се налазио баш на месту убиства била прилично скупа брзо се одустало од ње. Данас је споменик неуређен и у веома лошем стању, без икаквих путоказа и стаза до самог споменика.

### Храм Светог Вартоломеја и Варнаве
Идеја о градњи храма у Раковици потиче из 1935. године. претходном периоду у парохијском смислу насеље Раковица, као и околна насеља: Књажевац (Кнежевац), Жарково, Сремчица, Јајинци, Бањица, Ресник, Пиносава, Рушањ и Село Раковица, је припадало манастиру Св. Архангела Михаила у Раковици. Након Првог светског рата, Раковица је почела да се развија у индустријску зону са знатно увећаним бројем становника и настала потреба за зидањем новог храма у насељу. Убрзо, 3. априла 1937. године, образован је одбор за подизање Храма. До краја 1937. године храм је озидан и покривен, а 6. јуна 1938. сасвим завршен.

### Манастир Раковица
Црква је пројектована као једнобродна триконхална грађевина, са видљивим карактеристикама Моравске школе. Има два кубета и спољне фасаде су покривене дебелим слојем малтера. Настанак манастира са црквом посвећеном Св. Архангелу Михаилу и Гаврилу, народно предање смешта у време владавине српских краљева Драгутина и Милутина. Али савремена истраживања су нашла да је најстарији писани документ у коме се помиње манастир Раковица путопис Феликса Петанчића из 1502. године. Помиње се и у турском попису из 1560. године међу осталим црквама и манастирима у околини Београда. Крајем XVI века манастир је премештен на садашње место са првобитне локације изнад села Раковице. Неповољан положај манастира (поред насеља, у близини важне саобраћајнице) учинио га је лаком метом за турска пљачкања и због тога је пресељен на скровитије место, дубље у шуму. 
Манастир је током ратова који су се одвијали на територији Србије страдао. По завршетку Аустријско-турског рата и потписивању Свиштовског мира 1791. године, приступило се обнови Раковице уз велику подршку кнеза Милоша Обреновића, који је посебно ценио улогу манастира у народном животу. Његово нарочито старање о овој светињи је било подстакнуто и тиме што је његов син Тодор био сахрањен овде. Током 1822. године финансирао је изградњу троспратних манастирских келија са великом трпезаријом и кнежевим конаком. О манастиру су се касније старали кнез Михаило и Томанија Обреновић, супруга Јефрема Обреновића, која је заједно са мужем и децом и сахрањена у припрати цркве, а насупрот њихове породичне гробнице почива Миливоје Блазнавац, муж Јефремове унуке Катарине. У манастиру је сахрањен и јунак Првог српског устанка Васа Чарапић. Црква је обновљена тек 1861—1862. године када је дозидана у горњем делу, изнад кордонског венца. Манастир Раковица је одлуком патријарха Германа 1959. године претворен у женски манастир. Бивши српски патријарх Димитрије сахрањен је у овом манастиру 1930. године, а српски патријарх Павле сахрањен је у манастиру Раковица 19. новембра 2009. године по сопственој жељи.